# Факультативний протокол до Конвенції про права дитини щодо процедури повідомлень
Факультати́вний протоко́л до Конве́нції про права́ дити́ни що́до процеду́ри повідо́млень — юридично обов'язкова для держав-учасниць міжнародна угода, якою визнається право дітей на звернення відповідно до Конвенції про права дитини за спеціальним міжнародним механізмом, якщо національні механізми не в змозі ефективно усунути порушення. Угодою світова спільнота ставить права дітей нарівні з іншими правами людини.